# Sophia (Virginia Occidental)
Sophia es un pueblo ubicado en el condado de Raleigh en el estado estadounidense de Virginia Occidental. En el Censo de 2010 tenía una población de 1344 habitantes y una densidad poblacional de 747,73 personas por km².

## Geografía
Sophia se encuentra ubicado en las coordenadas 37°42′26″N 81°15′13″O / 37.70722, -81.25361. Según la Oficina del Censo de los Estados Unidos, Sophia tiene una superficie total de 1.8 km², de la cual 1.8 km² corresponden a tierra firme y (0%) 0 km² es agua.

## Demografía
Según el censo de 2010, había 1344 personas residiendo en Sophia. La densidad de población era de 747,73 hab./km². De los 1344 habitantes, Sophia estaba compuesto por el 97.25% blancos, el 0.67% eran afroamericanos, el 0.22% eran amerindios, el 0.74% eran asiáticos, el 0% eran isleños del Pacífico, el 0.07% eran de otras razas y el 1.04% pertenecían a dos o más razas. Del total de la población el 0.15% eran hispanos o latinos de cualquier raza.